# 大横镇
大横镇是中国福建省南平市延平区下辖的一个镇。

## 名称由来
因建溪贯穿全境，而得名。

## 行政区划
大横镇共辖19个行政村，分别是：
大横村、山源村、高桐村、上楼村、埂埕村、陈墩村、常坑村、群仙村、葫芦丘村、大笏村、延安村、大仁洲村、湖尾村、溪洋村、更古村、茶坑村、博爱村、四朵洋村（新增）、康石村。